# Phérétimê
Pheretima ou Phérétimê (grec ancien : Φερετίμα, Φερετίμη, décédée en 515 av. J.-C.) est l'épouse du roi grec de Cyrénée Battos III et la dernière reine de la dynastie des Battiades en Cyrénaïque, connue des sources littéraires.

## Biographie
On sait peu de choses sur la vie de Phérétimê avant ou pendant son mariage. Elle est d'origine grecque dorienne et Hérodote déclare que son père s'appelle Battos. Elle épouse Battos (du même nom que son père) quelque temps avant qu'il ne devienne roi en 550 av. J.-C. Ils  ont deux enfants : un fils, le futur roi Arcésilas III et une fille, Ladice qui épouse le pharaon égyptien Amasis II.

### Règne d'Arcésilas
Lorsque Battos meurt en 530 av. J.-C., Arcesilaus devient roi. En 525 av. J.-C., Arcésilas fait alliance avec le roi Cambyse II de Perse, conquérant de l'Égypte. Vers 518 av. J.-C., Arcésilas exige le retour du pouvoir monarchique que ses ancêtres possédaient avant la réforme de la constitution cyrénéenne par son père. Cela déclenche une guerre civile dans laquelle Arcésilas est vaincu : lui et sa mère sont forcés de quitter la Cyrénaïque. Arcésilas se rend à Samos tandis que Phérétimê se rend à la cour du roi Euelthon à Salamine de Chypre. Alors que son fils tente de recruter des partisans à Samos, promettant aux hommes de débarquer en Cyrénaïque, Phérétimê demande à Euelthon de lui donner une armée pour retourner en Cyrénaïque. Euelthon refuse de le faire mais lui offre divers beaux cadeaux à la place. Échouant dans sa mission, Phérétimê retourne en Cyrénaïque. Arcésilas, cependant, recrute une armée à Samos, débarque en Cyrénaïque et reprend sa position. Sur le conseil de Phérétimê, il fait tuer ou exiler ses opposants politiques. Les partisans d'Arcésilas reçoivent les terres promises mais craignent un contrecoup pour leurs actions et ignorent les conseils de l'oracle de ne pas nuire aux citoyens de Cyrénaïque.

### Régence et vie ultérieure
Arcésilas quitte Cyrène pour la ville cyrénéenne de Barca, et Phérétimê gouverne la ville à sa place. Arcesilaus et son beau-père sont assassinés sur le marché de Barca par des nobles exilés de Cyrène en quête de vengeance. Quand Phérétimê l'apprend, elle va voir Arysandes, gouverneur perse d'Égypte, pour demander de l'aide pour venger la mort de son fils, affirmant que c'est l'amitié d'Arcésilas avec le roi perse qui a causé son meurtre. Arysandes a pitié de Phérétimê et lui donne le commandement de l'armée et de la marine égyptiennes. Avant de partir pour l'Egypte, Arysandes envoie un héraut à Barca pour demander qui a assassiné Arcésilas. Les Barcéens répondent qu'ils sont tous responsables de la mort d'Arcésilas. Lorsque le héraut revient en Égypte avec cette réponse, l'armée marche vers Barca avec Phérétimê. Ils appellent les Barcéens responsables du meurtre à se rendre, mais les Barcéens refusent et le siège qui suit dure neuf mois. Les Perses et les Barcéens perdent beaucoup d'hommes.
Amasis, le commandant de l'infanterie perse, change de tactique une fois qu'il s'est rendu compte que Barca ne peut pas être pris par la force. Il conçoit un plan pour attirer les Barcéens hors de la ville sur la base d'une fausse offre d'armistice. Il ordonne à ses soldats de creuser une grande tranchée devant la ville, recouverte de planches de bois et de terre, afin de les piéger. Il invite les Barcéens à une réunion : qu'ils viennent et acceptent de mettre fin aux hostilités en échange d'une somme équitable versée au roi perse. Les Barcéens acceptent et ouvrent les portes de la ville. Lorsqu'ils quittent la ville pour accepter les conditions, ils tombent dans le piège. Phérétimê ordonne de couper les seins des femmes barcéennes et donne aux Perses les Barcéens survivants comme esclaves. Ceux-ci sont réinstallés par le roi Darius Ier de Perse en Bactriane et nomment leur colonie Barca.
Après avoir vengé son fils en punissant les Barcéens, Phérétimê retourne en Égypte et rend l'armée au gouverneur. Pendant son séjour en Égypte, elle contracte une maladie cutanée parasitaire contagieuse et meurt à la fin de 515 av. J.-C. À sa mort, l'indépendance de Cyrène cesse. Son petit-fils Battos IV devient roi mais la Cyrénaïque est devenue un état vassal de l'Empire perse.

### Sources antiques
- Hérodote, Histoires [détail des éditions] [lire en ligne] IV, 162, 165, 167, 202, 205.
- (en) Polyen (trad. du grec ancien par Richard Shepherd (en)), Στρατηγήματα [« Polyaenus's Strategems of War : Translated from the original Greek by R. Sheperd, F.R.S. »], Londres,‎ 1793 (lire en ligne).